# ウェルカム・トゥ・ザ・ジャングル
「ウェルカム・トゥ・ザ・ジャングル」（Welcome to the Jungle）は、ガンズ・アンド・ローゼズのデビュー・アルバム『アペタイト・フォー・ディストラクション』のオープニング・ナンバー。アルバム発売から3か月後には、シングル・カットもされた。
カップリングは、アメリカ盤は同じ収録曲「ミスター・ブラウンストーン」を、イギリス盤にはAC/DCのカヴァー「ホール・ロッタ・ロージー」のライヴ音源（1987年6月28日録音）を収録、翌1988年には「ナイトレイン」との両A面仕様のシングルがリリースされた。

## 歌詞
タイトルの「ジャングル」とは「現実」を指しており、それに基づいたエピソードがある。

## 反響・評価
全米ビルボード初登場182位。当時はバンドメンバーのアルコールやドラッグの問題から、MTVがミュージック・ビデオの放映を拒否するが、ゲフィン・レコードの上層部の説得により、この曲が放映されると一気に人気に火がつき、発表の翌年の1988年にはBillboard Hot 100で最高7位に達し、『ビルボード』誌のメインストリーム・ロック・チャートでは37位に達した。全英シングルチャートでは、1987年当時は67位止まりだったが、1988年に「ナイトレイン」との両A面シングルがリリースされると、同年11月12日付のチャートで最高24位に達した。ニュージーランドのシングル・チャートでは、1988年11月にチャート・インして1989年1月22日付で最高6位に達した。
2004年、「ローリング・ストーンの選ぶオールタイム・グレイテスト・ソング500」において467位、2010年の改訂では473位にランクインとなった。また、2011年8月にギブソン公式サイトが発表した「'80年代の偉大な50曲」では4位にランク・インしている。

## 収録曲

### アメリカ盤
1. "Welcome to the Jungle"
2. "Mr. Brownstone"

### イギリス盤（1987年）
1. "Welcome to the Jungle"
2. "Whole Lotta Rosie (Live)"
3. "It's So Easy (Live)" - 12インチ・シングルのみ収録
4. "Knockin' on Heaven's Door (Live)" - 12インチ・シングルのみ収録

### イギリス盤（1988年）
1. "Welcome to the Jungle"
2. "Nightrain"
3. "You're Crazy (Acoustic Version)" - 12インチ・シングルのみ収録

## 他メディアでの使用例
アメリカ映画『ダーティハリー5』（1988年公開）のサウンドトラックで使用された。なお、この映画にはガンズ・アンド・ローゼズのメンバー5人も出演している（クレジットはなし）。
2010年にはアメリカの3DCGアニメーション映画『メガマインド』でも使用されたが、同作のサウンドトラック・アルバムには収録されていない。
『グランド・セフト・オート・サンアンドレアス』のテレビCMには本作が使われており、劇中に登場するラジオ局Radio X: The Alternativeでも聞くことができる。
また、音楽ゲーム『ギターヒーロー3 レジェンド オブ ロック』には本作が収録されており、ゲーム内に登場するスラッシュとギター勝負に勝つとスラッシュがプレイヤーキャラとして使える仕組みになっている。
2017年の映画「ジュマンジ/ウェルカム・トゥ・ジャングル」のエンディングとしても使用された。

## カヴァー
- リチャード・チーズ（英語版） - カヴァー・アルバム『Aperitif for Destruction』（2005年）に収録[16]。
- P!NK - ライヴで歌唱。2006年発表の映像作品『ライヴ・イン・ヨーロッパ』にも収録された。
- ジョン5 - アルバム『The Devil Knows My Name』（2007年）に、インストゥルメンタルのカヴァーを収録[17]。
- トリオスフィア（英語版） - アルバム『ザ・ロード・レス・トラヴェルド』（2010年）の日本盤ボーナス・トラックとして発表[18]。
- 2CELLOS - デビュー・アルバム『2CELLOS』（2011年）に収録。
- エタ・ジェイムス - アルバム『The Dreamer』（2011年）に収録[19]。